# Borolia phaeopasta
Borolia phaeopasta là một loài bướm đêm trong họ Noctuidae.